# Guðrið Hansdóttir

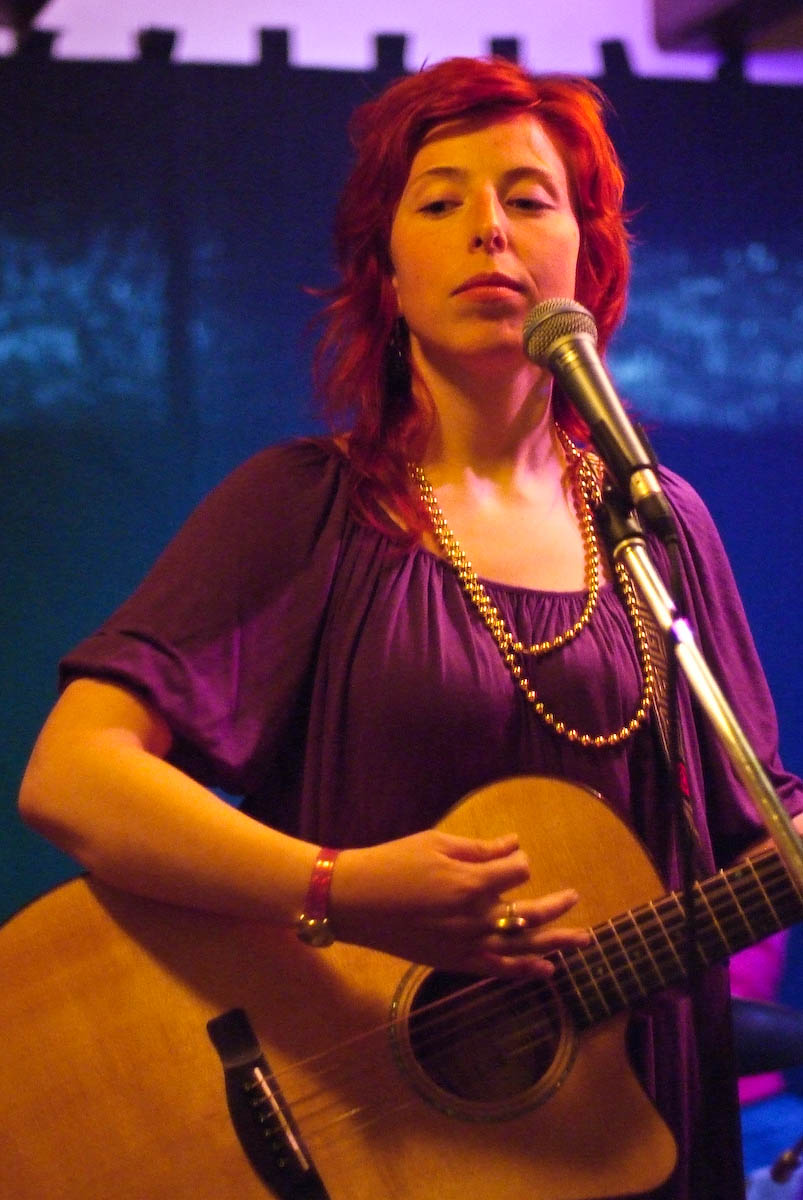
Guðrið Hansdóttir (2008 a Torshavn)

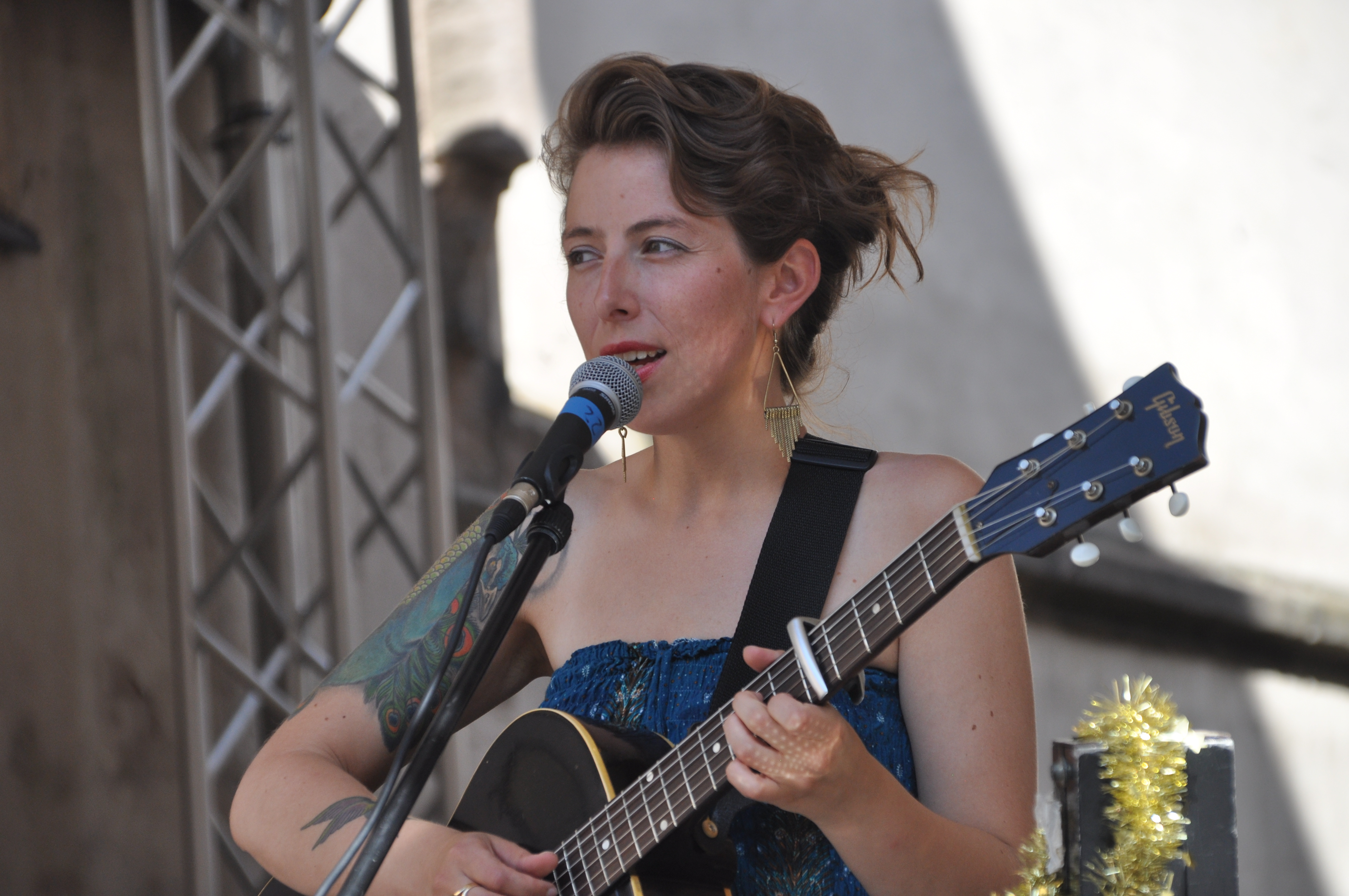
Guðrið Hansdóttir al Bards Meeting 2013 a Norimberga

Guðrið Hansdottir (Tórshavn, 6 ottobre 1980) è una cantautrice faroese, premiata come cantante femminile dell'anno alla fine del 2007.

## Biografia
Guðrið Hansdóttir è figlia di Louisa e Hans Carl Hansen. Suo padre è un chitarrista noto nelle Isole Faroe e attivo in band locali come Straight Ahead e Streingjasúpan. Nata come Hans Carl Hansen, ha adottato il nome d'arte Guðrið Hansdóttir solo nel 2007, dal patronimico faroese ("figlia di Hans"). Ha studiato pedagogia presso la Icelandic Lehreruniversität Island.
Guðrið Hansdóttir scrive le proprie canzoni e canta in inglese e faroese. I temi delle canzoni sono vari e trattano l'amore infelice, riflessioni sulla vita, ma anche il tempo atmosferico e della solitudine delle isole solitarie e tempestose. Rifacendosi ad atmosfere degli anni ottanta, la sua musica ricorda i Jethro Tull e Kate Bush. Altre influenze includono The Cardigans, Kent, The Carpenters e Jeff Buckley.
Debuttò al Prix Føroyar nel 2005 come cantante e chitarrista nella band reggae pH 5.5. Dopo lo scioglimento della band, nel gennaio 2006 formò la rock band Isadora & The Rebels ed è apparsa come cantante ospite nell'album Koma di Petur Pólson (ancora con il nome di Guðrið Hansen). Da gennaio 2007 si presenta con il proprio nome d'arte da solista. L'album di debutto, Love Is Dead, è stato pubblicato nel 2007 ed è rimasto a lungo nelle classifiche faroesi. Nel 2006 e nel 2007 si è esibita al G! Festival e al festival estivo di Klaksvík, il Summarfestivalurin. Nel 2008 è stata allo Spot Festival di Århus, in Danimarca.
Il quotidiano Sosialurin l'ha nominata come miglior cantante faroese nel 2005, 2006 e 2007. Al terzo tentativo, ha vinto a sorpresa al posto di Eivør Pálsdóttir.
Nel giugno 2009 è uscito il suo secondo album The Sky Is Opening; l'album ha ricevuto ottime recensioni ed è stato anche molto ben accolto dal pubblico.
Nel 2013 ha formato il duo electropop Byrta insieme all'artista Janus Rasmussen: i loro brani sono esclusivamente in faroese. Nello stesso anno Guðrið Hansdóttir è anche nel neo costituito quintetto vocale Kata, che ripropone canzoni popolari faroesi poco conosciute.
L'album solista Painted Fire è stato pubblicato nel 2016, cantato principalmente in inglese.

## Discografia

### Album da solista
- 2007: Love Is Dead (TUTL)
- 2009: The Sky Is Opening (TUTL)
- 2011: Beyond The Grey (Beste! Unterhaltung)
- 2014: Taking Ship (Beste! Unterhaltung)
- 2016: Painted Fire (TUTL)
- 2022: Gult myrkur (TUTL)

### Album con i Byrta
- 2013: Byrta (TUTL)

### Album con i Kata
- 2016: Tívils døtur (TUTL)